# JRクレメントイン高松
JRクレメントイン高松（ジェイアールクレメントインたかまつ、英称：JR clement inn Takamatsu）は、香川県高松市浜ノ町に所在するホテル。JR四国ホテルズが運営している。

## 概要
高松港の近く、旧高松駅の宇高連絡船桟橋にあたる、サンポート高松に位置するビジネスホテル。 船の形をモチーフにした三角型の奇抜な外観デザインが一際目を引く作り。2018年10月11日、JRホテルクレメント高松の隣接地に、宿泊特化型（B＆B）ホテルとしてオープン。

## 施設
1階には、四国初上陸となるカフェ&バー「プロント」のほか、瀬戸内海鮮料理「舟忠」、セブン-イレブン・キヨスクなどが入居する。ロビーは2階にあり、香川県の名産品などが陳列され、玉藻公園を眼下に一望できる。
- シングルルーム　150室

- ダブルルーム　8室

- ツインルーム　58室

- コーナーツインルーム（3人利用可）8室

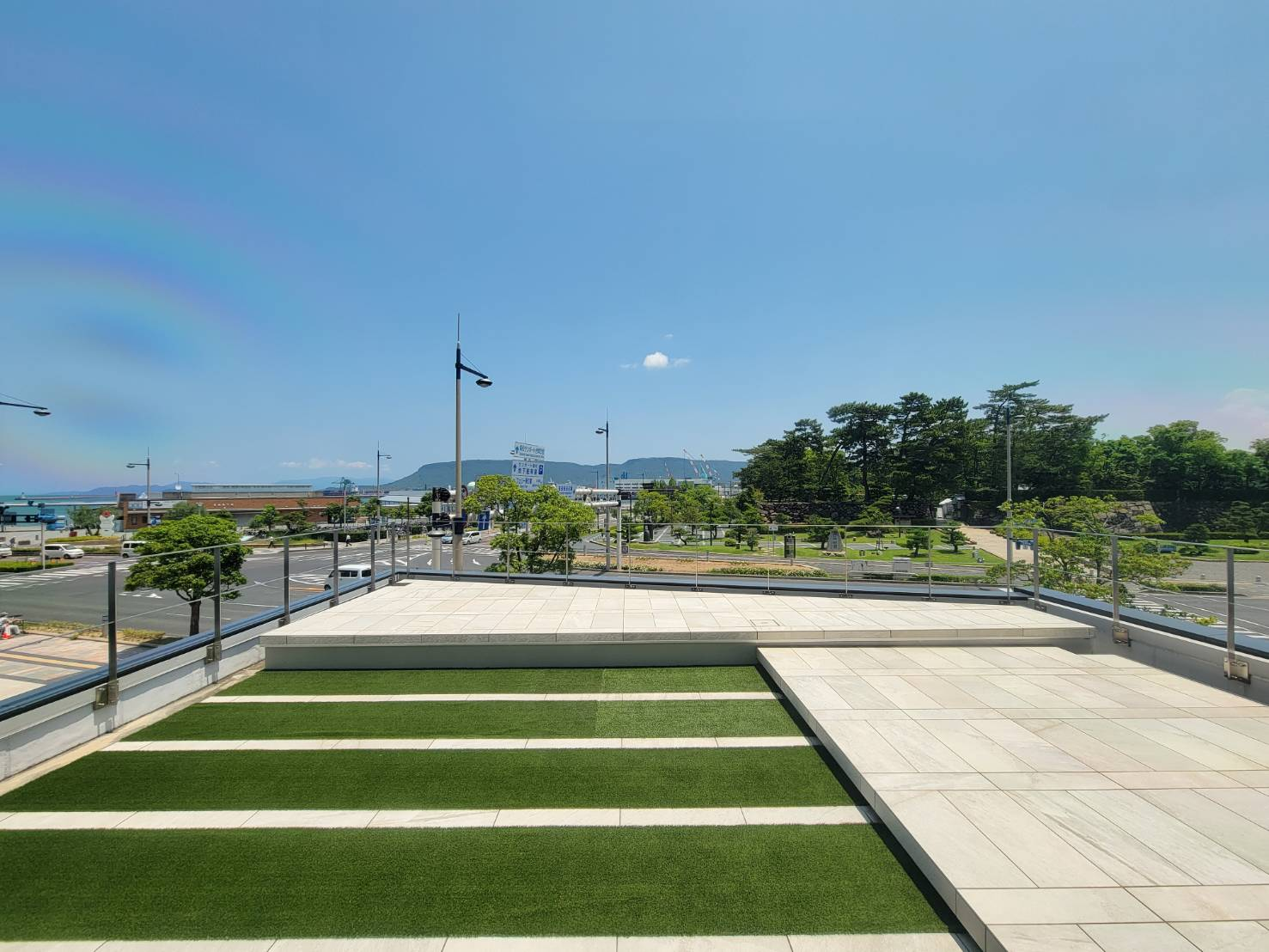
ロビー外部
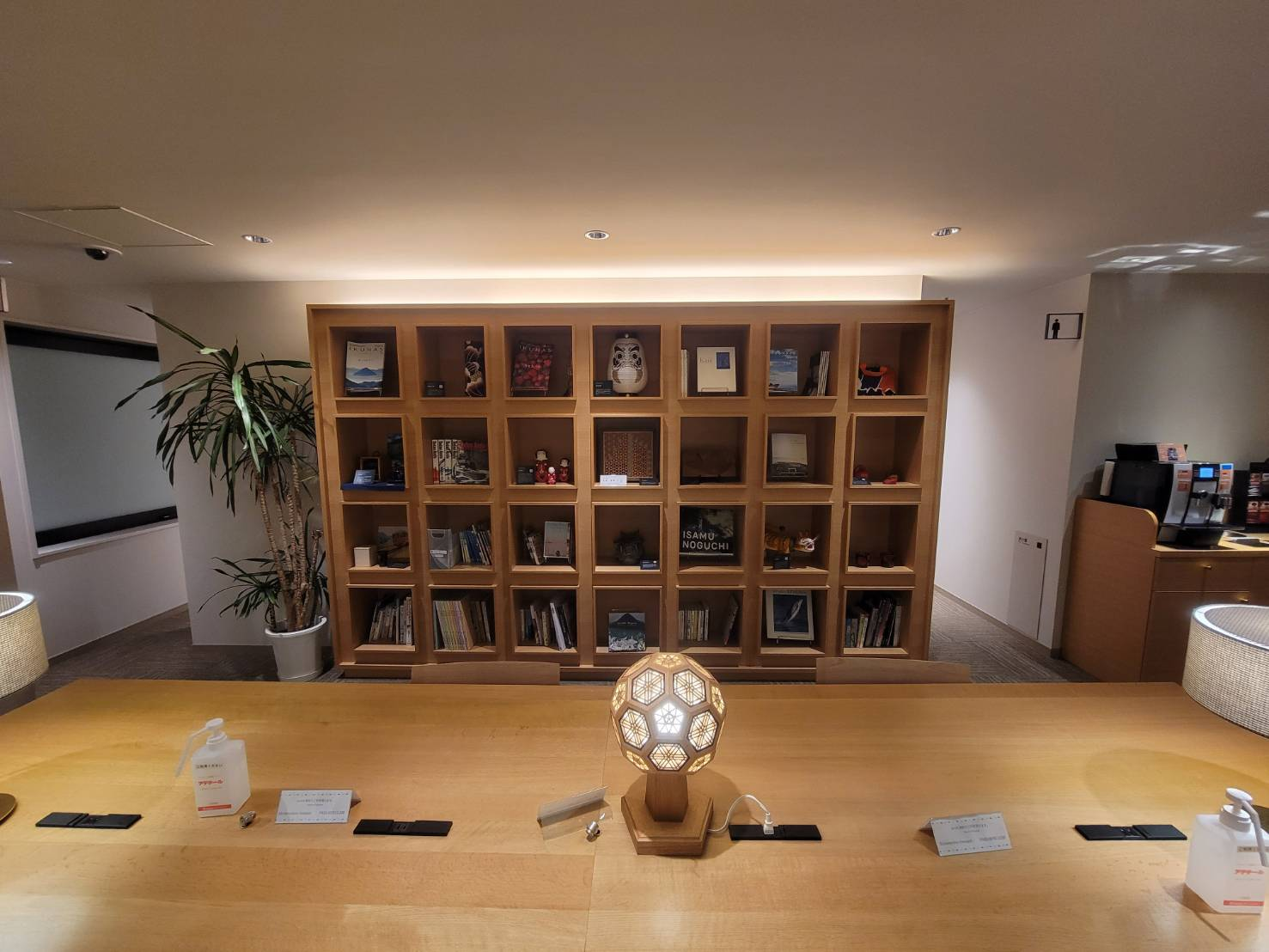
ロビー内部
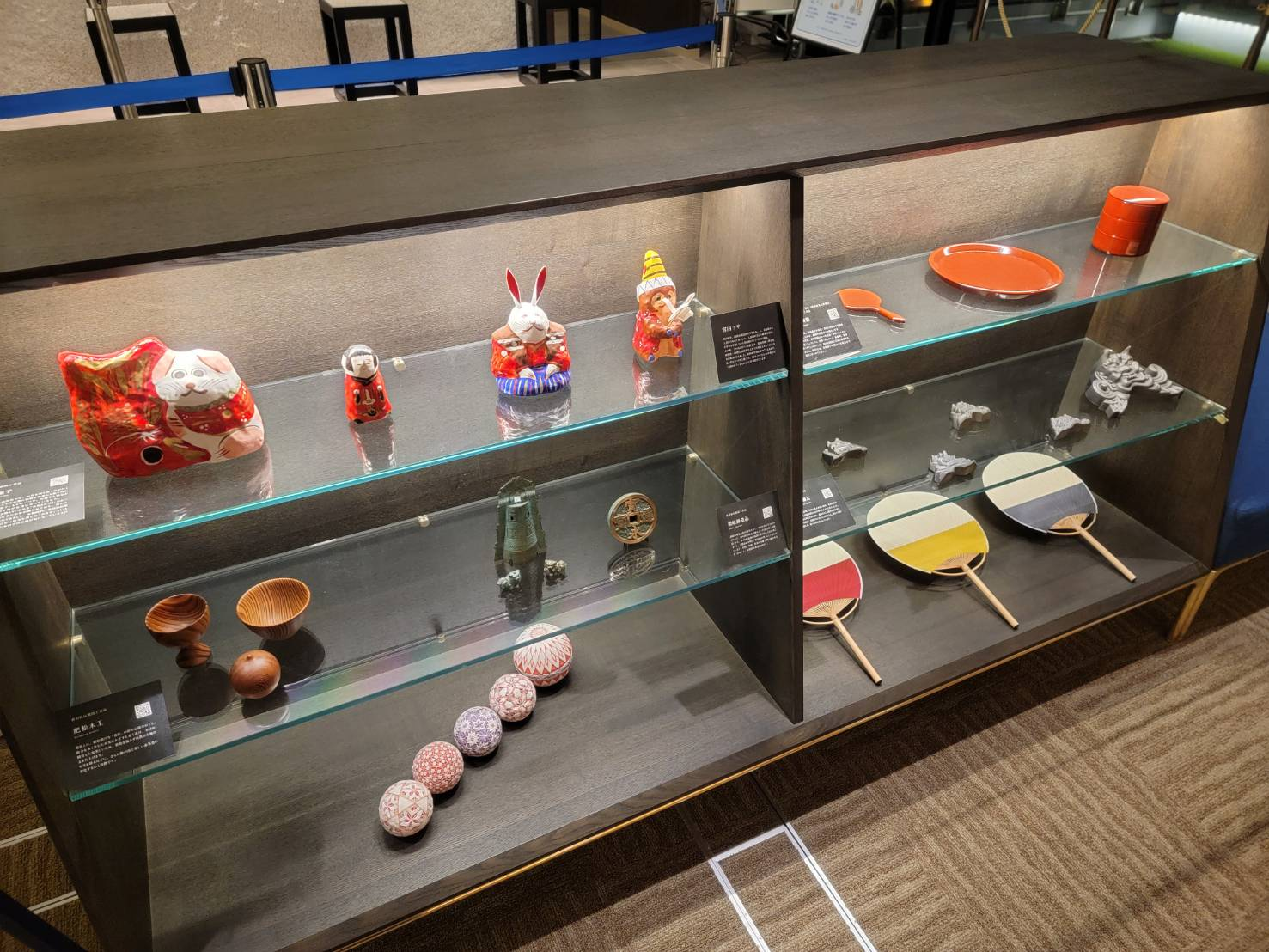
郷土名産品
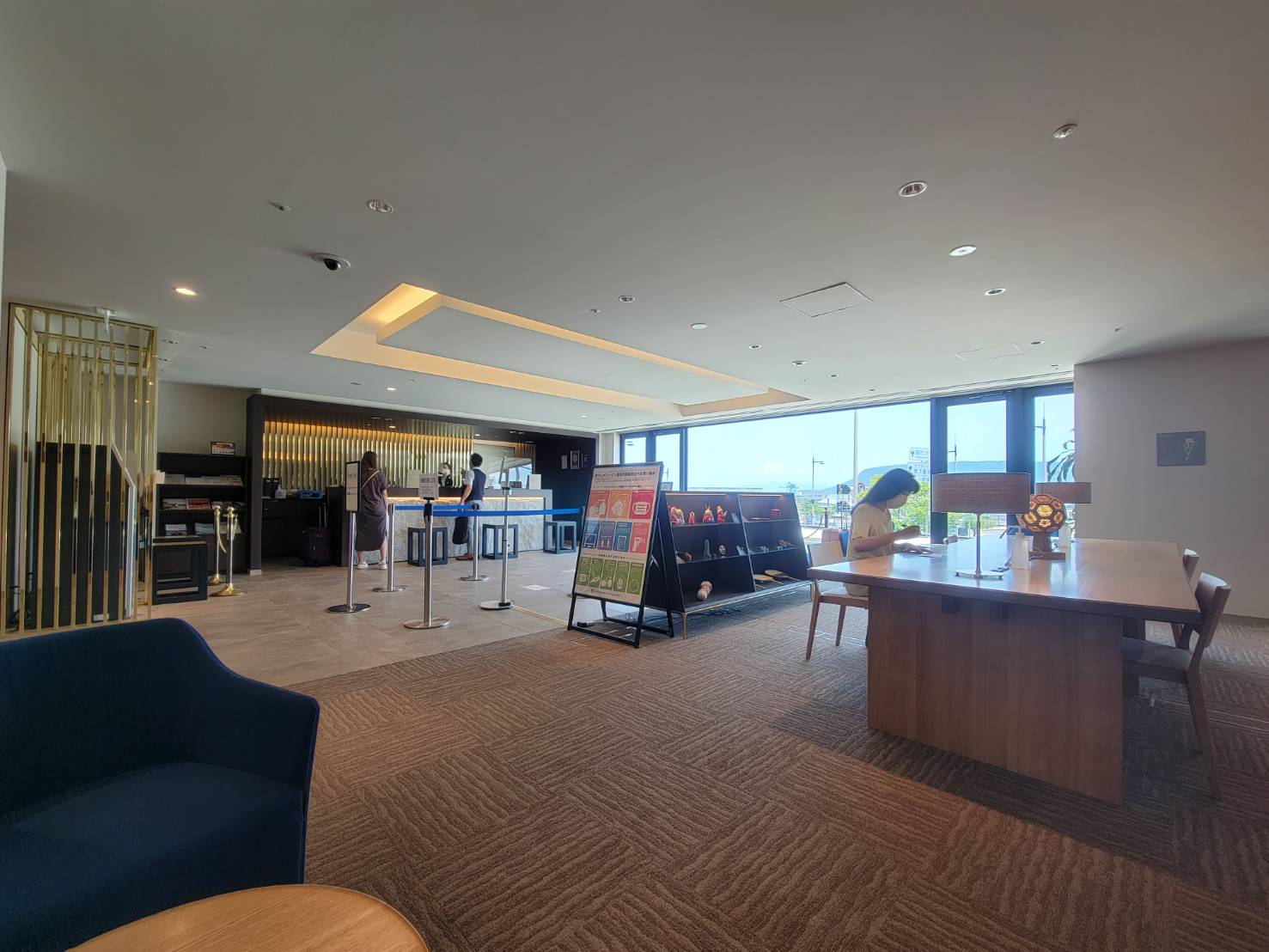
2階ロビー
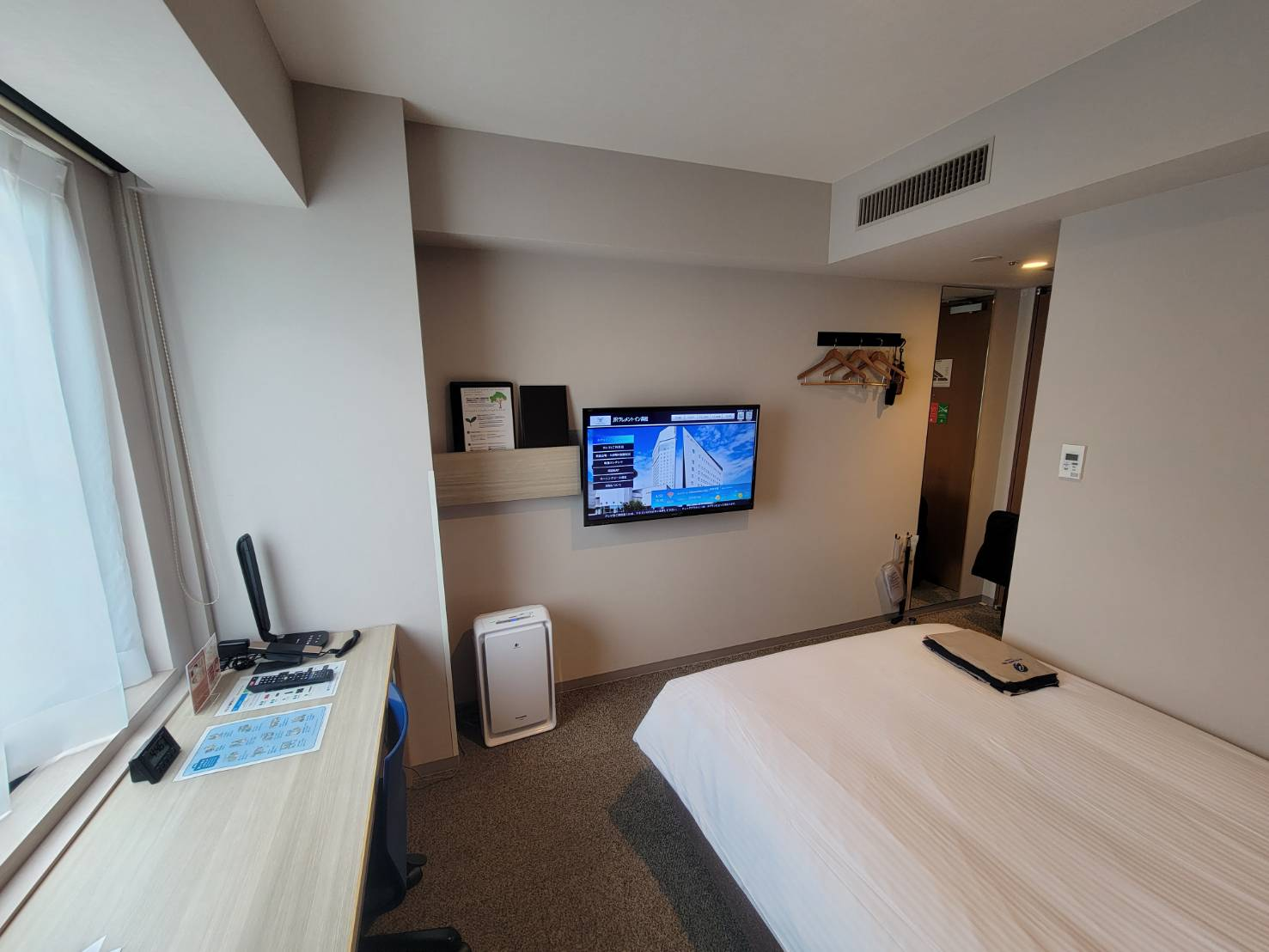
シングル客室

## アクセス
- 高松港 徒歩1分
- 四国旅客鉄道（JR四国）高松駅 徒歩1分
- 高松琴平電気鉄道（ことでん）高松築港駅 徒歩1分